# Bahnhof Markelsheim
Der Bahnhof Markelsheim ist eine Betriebsstelle der Bahnstrecke Crailsheim–Königshofen. Er liegt im Bad Mergentheimer Stadtteil Markelsheim im Main-Tauber-Kreis in Baden-Württemberg. Am Ost- und Westende des Bahnhofs befinden sich zwei Bahnübergänge.

## Geschichte
Am 23. Oktober 1869 nahmen die Königlich Württembergischen Staats-Eisenbahnen den Bahnhof mit dem Streckenabschnitt Crailsheim–Mergentheim in Betrieb. Das Empfangsgebäude ist bis heute in seiner ursprünglichen Form erhalten geblieben.
Der Bahnhof ist mit einem mechanischen Stellwerk im Empfangsgebäude und Formsignalen ausgestattet.
Seit Februar 2025 wird der Bahnhof Markelsheim umgebaut. Der Bahnhof wurde daraufhin vorübergehend zu einem Haltepunkt zurückgebaut und das mechanische Stellwerk außer Betrieb genommen.

## Denkmalschutz
Das ehemalige Empfangsgebäude mit Nebengebäuden in der Bad Mergentheimer Straße 2 steht unter Denkmalschutz. Es ist Teil der Sachgesamtheit Württembergische Taubertalbahn. Das Stationsgebäude ist ein zweigeschossiger, traufständiger Bau mit Satteldach, massiv aus Muschelkalk errichtet und durch Backsteinelemente gegliedert; im Erdgeschoss befinden sich Rundbogenöffnungen, im Obergeschoss gekoppelte Fenster mit neorenaissancezeitlichen Gewänden; errichtet um 1870. Östlich davon gelegen, ein traufständiger Lagerschuppen mit Satteldach, die Fassade verbrettert, diese am Ortgang mit Schnitzereien versehen; traufseitig zwei breite Tore und hölzerne Rampe; um 1870.

## Galerie

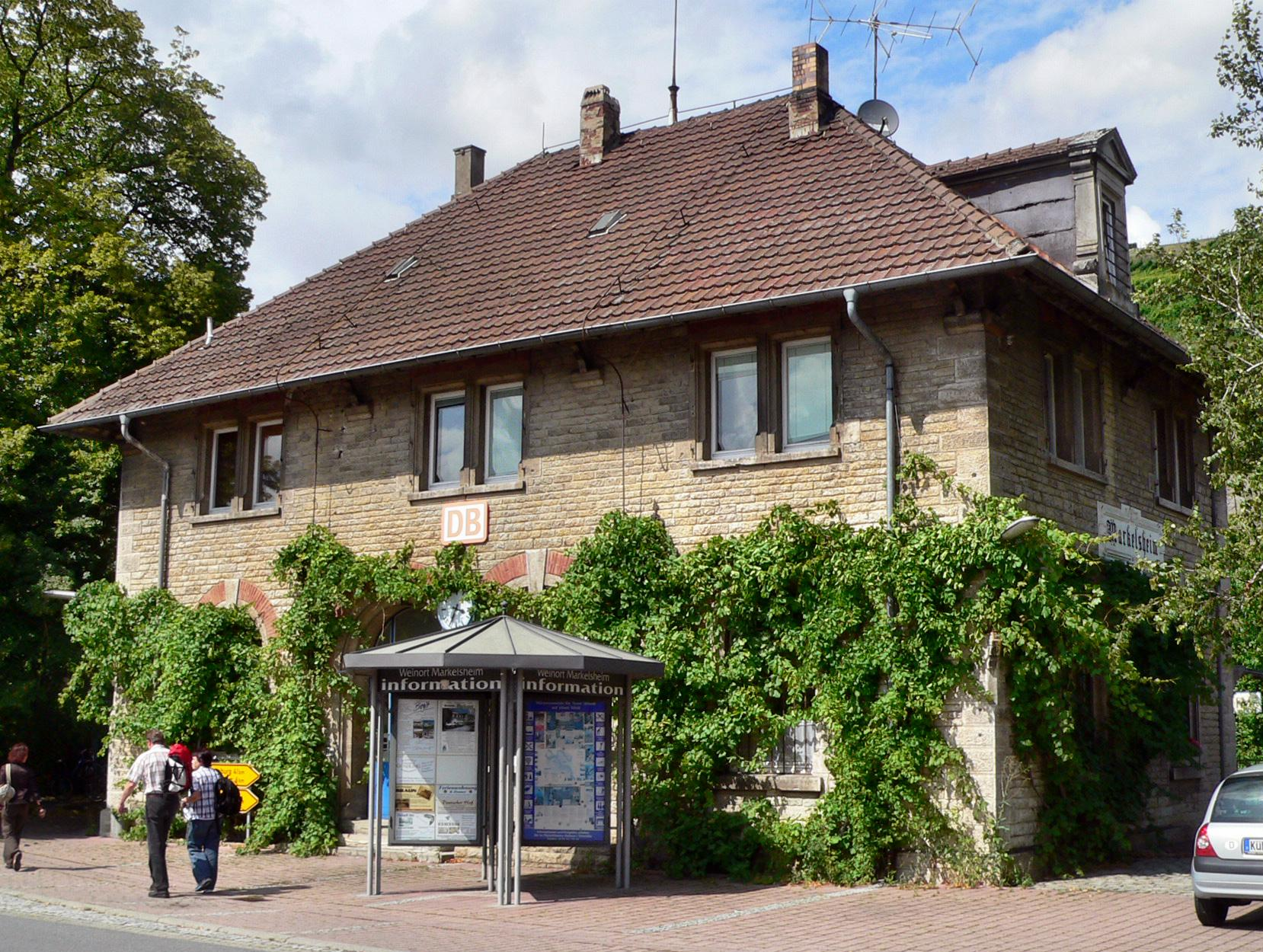
Empfangsgebäude von der Straßenseite
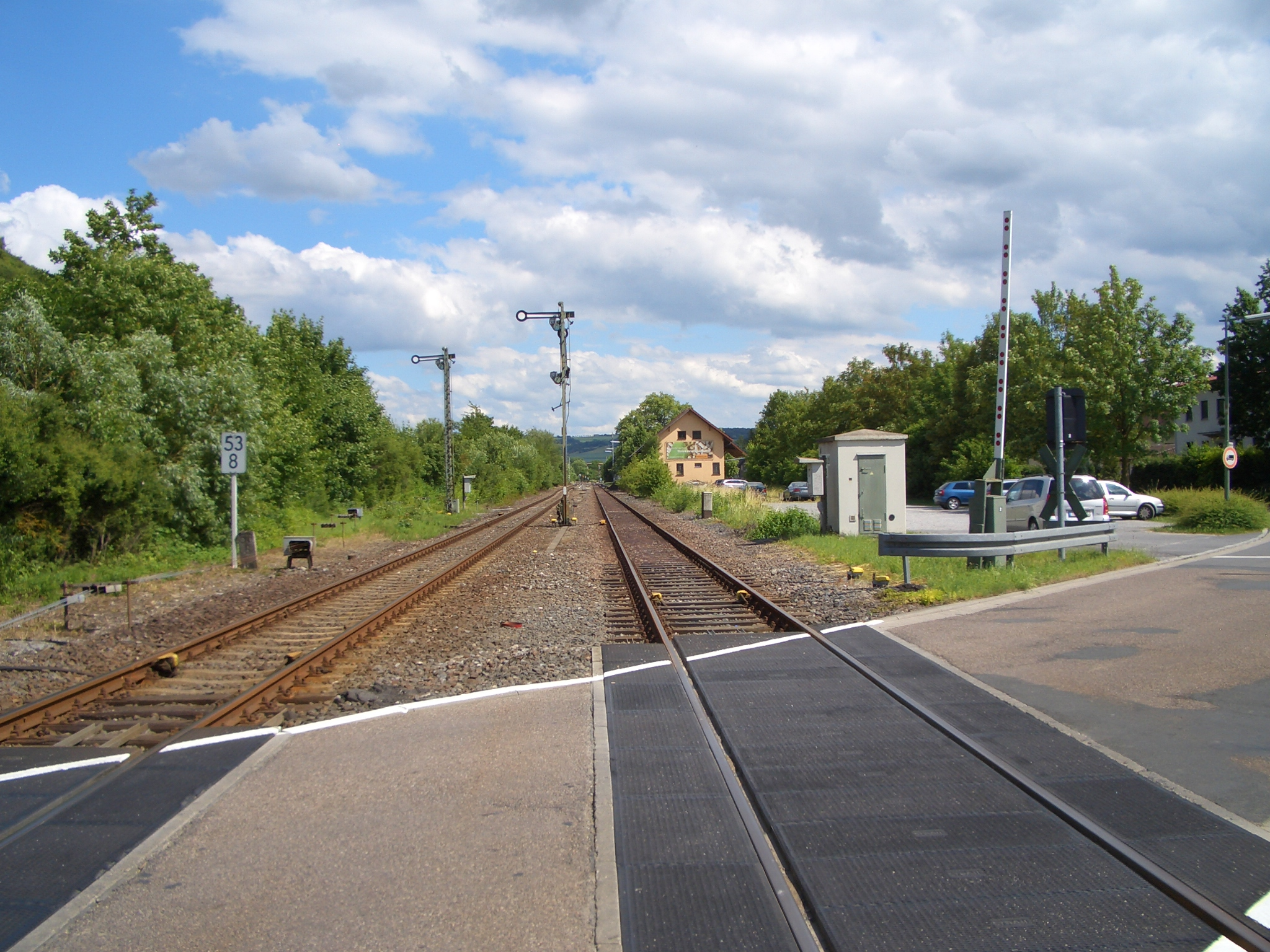
Westlicher Bahnübergang
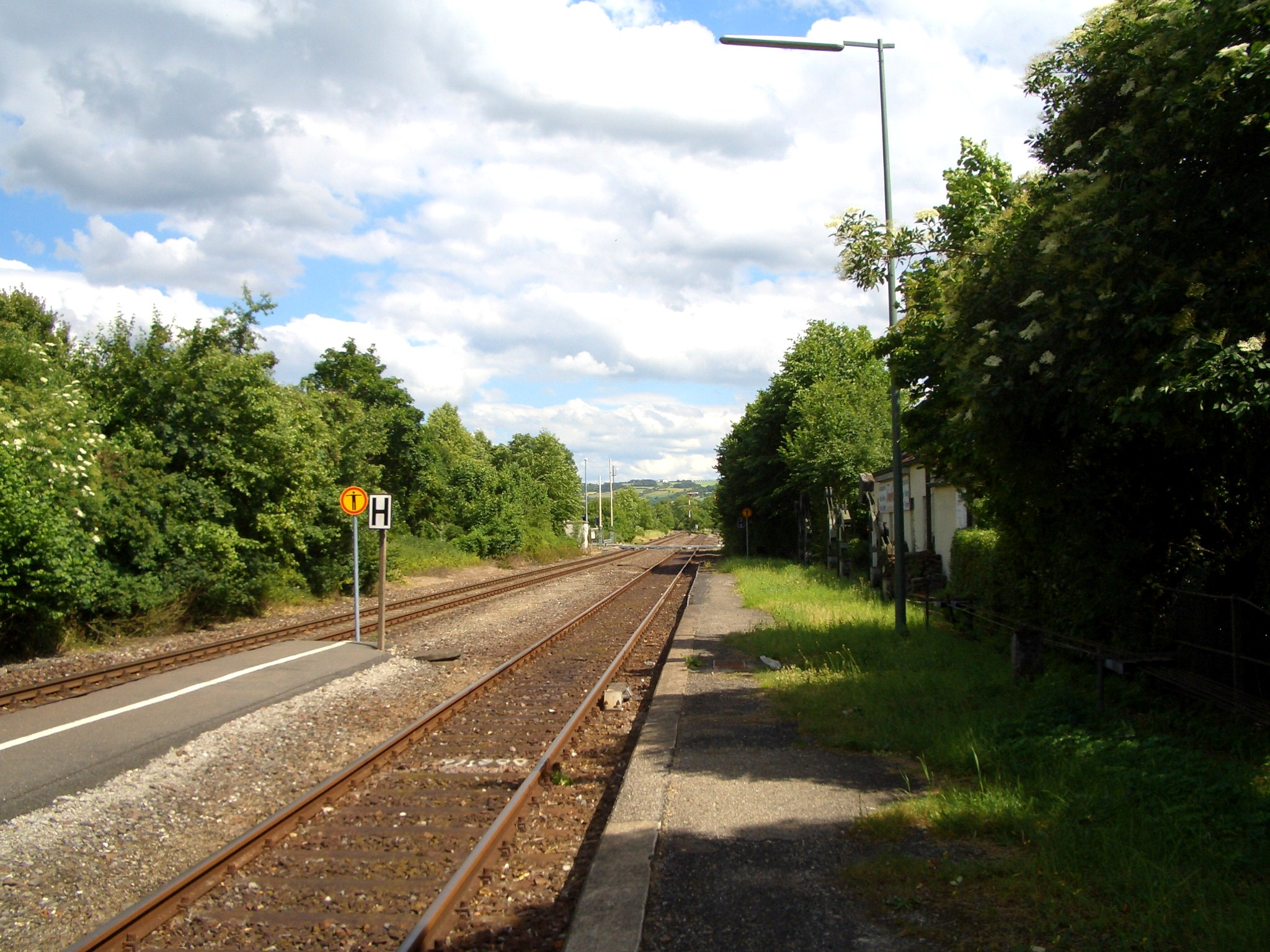
Bahnsteige und östlicher Bahnübergang